# 용당천 (경상남도)
용당천(龍塘川)은 경상남도 양산시 용당동의 탑골에서 발원하여 탑골저수지를 거쳐 서창동의 회야강으로 흘러드는 지방하천이다. 용당동을 지난다고 하여 붙인 이름이다.